# Zsidó Renaissance Könyvtár
Zsidó Renaissance Könyvtár – Nagyváradon, a Sonnenfeld Nyomda kiadásában megjelent könyvsorozat.
Első sorozata – a szerkesztő nevének feltüntetése nélkül – még az első világháború előtt, 1910-ben indult, ebben Gilányi Mór Zsidó zeneköltők és Ukrajnai legendák, Lukács Zoltán Szocializmus és a zsidó nemzeti mozgalom, Ullmann S. Sándor Dédapám testamentuma, Feuerstein Kálmán A jövő zsidósága c. eredeti munkái, valamint Leo Pinsker Autoemancipáció c kötete (Singer Lajos fordításában) és egy Orosz-zsidó novellák c. kötet jelent meg. A folytatást 1919-ben Max Nordau Mi a cionizmus? c. füzete jelenti, s ugyanebben az évben a sorozatban még négy kiadvány hagyja el a sajtót, köztük egy Ady Endre a zsidóságról c. cikkválogatás, Fehér Dezső előszavával és Guttmann Henriknek A haldokló falu c. kötete. A többi füzet szerzői Salom Asch, Max Nordau, Osias Thon (A bosszú istene c. drámája, Lukács Zoltán fordításában) és Uriel Zangwill.
A második sorozata Satu Mare-Szatmár–Nagyvárad helymegjelöléssel 1923-ban indul, a Szabadsajtó Könyvnyomda Rt. kiadásában, tíz, többnyire évszám nélküli füzetben, Lukács Zoltán szerkesztésében. Egyetlen eredeti mű Silbermann Jenő Zsidó kultúra és modern világnézet c. füzete, amely a X. számot viseli. Két füzete szemelvényeket tartalmaz a Talmudból. A többi füzet szerzői, ill. fordítói: Max Brod, Martin Buber, Ben Eleazár, Achad Haam.
A sorozat kötetei a következők voltak:
- 1. Gilányi Mór: Zsidó zeneköltők. 1918. 31 l.
- 2. Lukács Zoltán: A szocializmus és a zsidó nemzeti mozgalom. 1918. 30 l.
- 3. Ullmann S. Sándor: Dédnagyapám testamentuma. 1918. 31 l.
- 4. Mandel József: A zsidó magán- és büntetőjog alapelvei. 1918. 31 l.
- 5. Feuerstein Kálmán: A jövő zsidósága. 1918. 31 l.
- 6. Perez I. L.–Agnon S. I.: Orosz-zsidó novellák. 1918.
- 7. Pinsker Leo: Autoemancipáció. Egy orosz zsidó intőszózata zsidó testvéreihez. Achad Haam előszavával. Ford.: Singer Lajos. 1918. 32 l.
- 8. Gilányi Mór: Ukrajnai legendák. Patai József előszavával. 1918. 32 l.
- 9. Nordau Miksa: Mi a cionizmus? Ford.: Grünberger Béla. 1919. 24 l.
- 10. Ady Endre a zsidóságról. Fehér Dezső előszavával. 1919. 46 [1] l.
- 11. Zangwill [Izrael]: Uriel Acosta. Angol eredetiből. 1919. 43 l.
- 12. Guttmann Henrik: A haldokló falu. 42 l.
- 13. Asch Salom: A bosszú Istene. Ford.: Lukács Zoltán. 72 l.
- 14. Thon Osias: Herzl Tivadar élete. A cionizmus halhatatlan megalapítójának életrajza. Ford.: Blau József. 1919. 32 l.